# Liten punktlav
Liten punktlav (Acrocordia cavata) är en lavart som först beskrevs av Erik Acharius, och fick sitt nu gällande namn av R. C. Harris. Liten punktlav ingår i släktet Acrocordia och familjen Monoblastiaceae.  Arten är reproducerande i Sverige. Inga underarter finns listade i Catalogue of Life.